# Филиппи, Парис

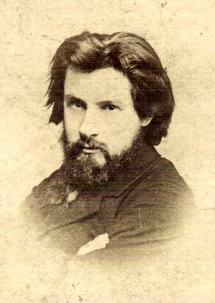
портрет архитектора

Парис Филиппи (Parys Filippi, 1836, Краков — 7 декабря 1874, Варшава) — польский скульптор, реставратор. Первоначально учился у своего отца, скульптора Павла Филиппи, школе искусств в Кракове и Мюнхенской академии искусств. 1866 уже как известный и уважаемый на тот момент архитектор поселился во Львове и основал собственную мастерскую в доме при доминиканском монастыре.
В 1867 организовал собственную скульптурную школу. Среди его известных учеников был Юлиан Марковский.
П. Филлипи был членом любителей изящных искусств во Львове и принимал участие в выставках, представляющие главным образом портреты видных граждан города. Делал много гипсовых медальонов с портретами заказчиков которые были очень популярны на тот момент. Сделал множество каменных надгробий, в том числе известное надгробие Артура Гроттгера. Большая часть его работ находится сегодня в коллекции галереи Львова.

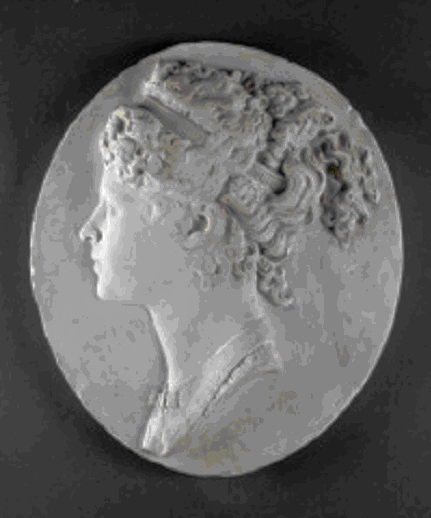
Портрет жены

## Работы
- Реставрация и дополнения скульптур фарного костела в Жовкве.
- Памятники на Лычаковском кладбище: Артура Гроттгера, Марии Миончинськои (1867).
- Реставрация памятника в Печихвосты.
- Портрет Артура Гроттгера, выполненный 1868 по посмертной маске.
- Реставрация шести мраморных надгробий в подземельях львовского монастыря доминиканцев (с 1870).